# پلپیتیا
پلپیتیا (به لاتین: Pellepitiya) یک منطقهٔ مسکونی در سری‌لانکا است که در استان مرکزی (سری‌لانکا) واقع شده‌است.